# Cebrio tricolor
Cebrio tricolor là một loài bọ cánh cứng trong họ Cebrionidae. Loài này được Graells miêu tả khoa học năm 1858.